# 全冠黄堇
全冠黄堇（学名：Corydalis tongolensis）为罂粟科紫堇属下的一个种。

## 扩展阅读
- 維基物種上的相關：全冠黄堇